# Barrio La Piedra (San Pedro de Macorís, República Dominicana)
El barrio La Piedra, fundado en el año 1997, está ubicado al sur de la provincia de San Pedro de Macorís en la República Dominicana. 

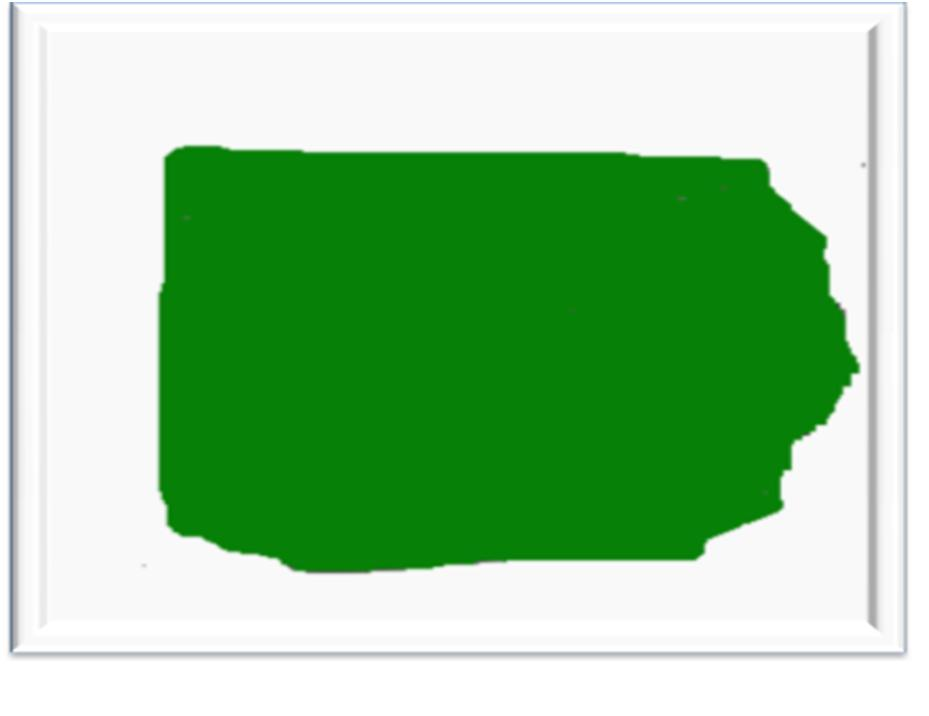
Mapa del barrio La Piedra

## Historia
En el año 1975 comenzó a poblarse lo que hoy es llamado Barrio La Piedra, anteriormente conocido como Para y Tumba, ya que las autoridades no permitían que se construyeran viviendas en esos terrenos, en esos momentos el barrio estaba dividido en dos familias: los Florentino y los Valla quienes junto a las autoridades desalojaban a los invasores.
Tiempo después se organizó un grupo de personas con la intención de acudir a la Gobernación de la provincia, siendo en ese entonces La Gobernadora Lucía Ferreira quien les ayudó, y consiguió les cedieran el terreno para que fuera habitado por sus primeros moradores, entre ellos: Don Luis y Doña Elena, ambos españoles; Bolívar Álvarez, Ramón Concepción, Pilar Pérez, Pura de la Rosa y Félix Antonio Reyes. 
Decidieron darle el nombre de La Piedra en el año 1997, porque había muchas piedras lugar. Poco después comenzó el proceso de nombramiento de sus calles, las cuales responden a letras y números. 
Por este barrio atraviesan dos rutas del transporte público de San Pedro de Macorís, que son: la Ruta A y la ruta B. Hace unos años, también existía una fábrica de chorizo la cual ya no está funcionando. Este barrio está compuesto en su mayoría por inmigrantes de otras provincias del país, personas que son luchadores, trabajadores incansables que luchan cada día por el bienestar de su comunidad.

## Población
Según el Censo Nacional de Población y Vivienda del año 2002, en el barrio La Piedra en ese momento vivían la cantidad de 3,466 habitantes.
Hombres: 1,754
Mujeres: 1,712

## Ubicación geográfica

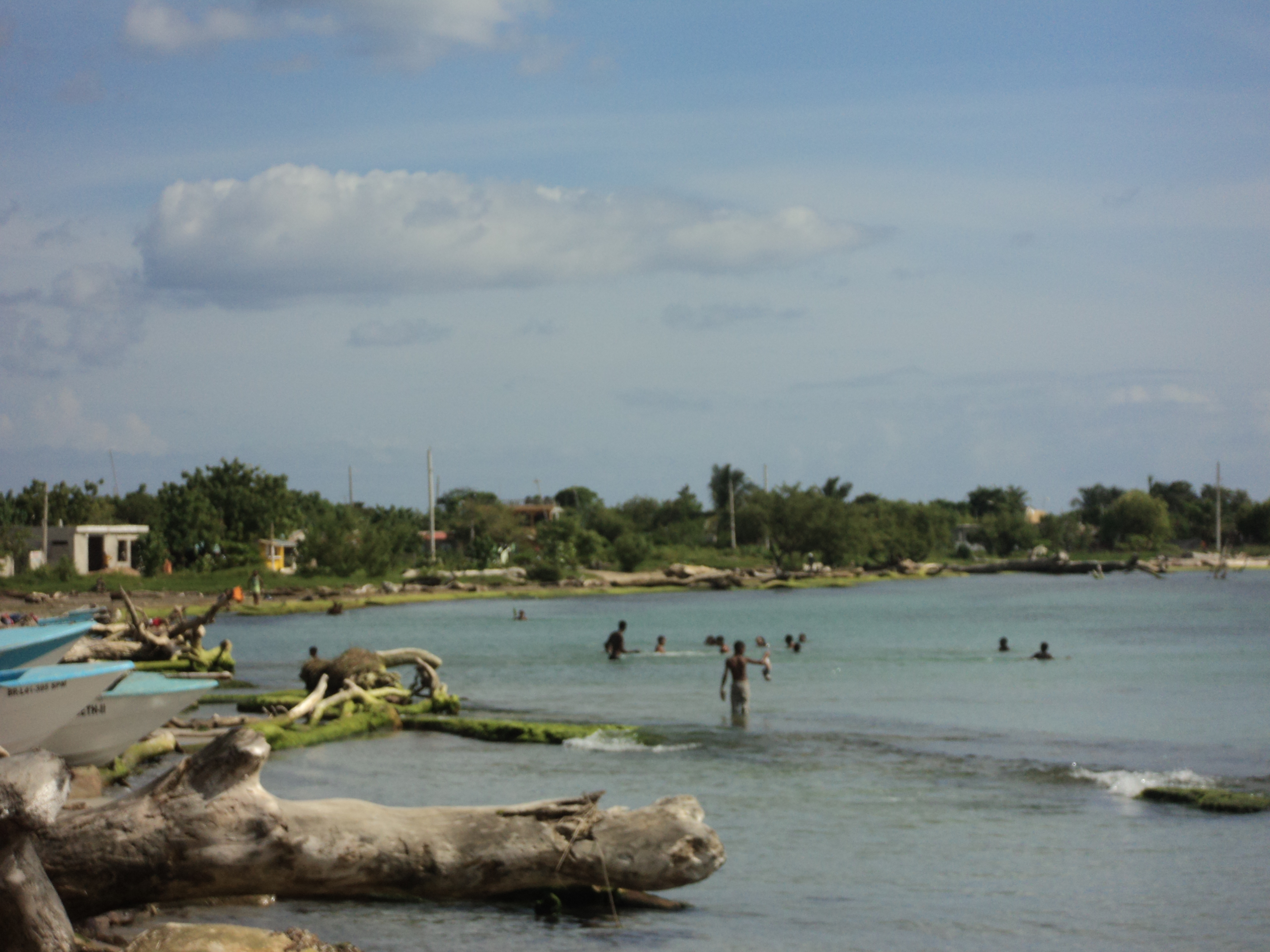
Playa de Muerto, limítrofe del barrio

La Piedra está ubicada en la parte Sur de San Pedro de Macorís, le colindan:

Al Norte el Barrio Filipinas. 

Al Oeste el Barrio Miramar.

Al Este el Barrio Villa Faro 2. 

Al Sur el Barrio Playa.

## Economía

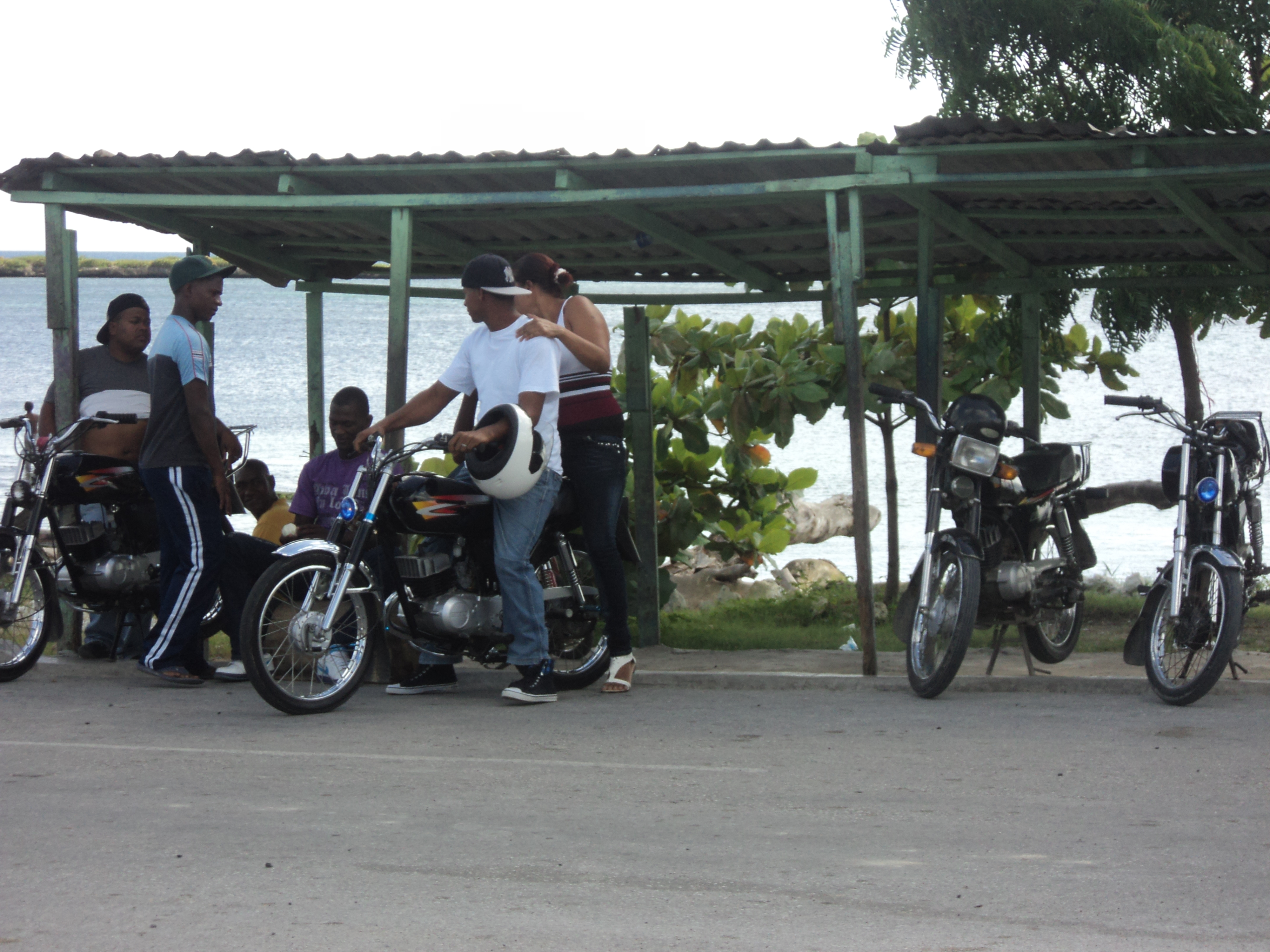
Parada de motoconchos

La economía en este barrio es diversa, posee distintos negocios formales e informales estos en su mayoría atendidos por sus propietarios. Entre los formales podemos mencionar Bancas de apuestas y la Planta de Gas, que fue fundada en el año 2005.Y en los informales tenemos cafeterías, colmados, cybers, misceláneas, boutiques, ferreterías, salones, peluquerías, pescaderías, moto conchos, entre otros.

## Religión
Hay varias creencias religiosas en este barrio entre las cuales están la Católica, Pentecostal, Adventista, Esoterismo o Hechicería. Las personas son más creyentes a las Religiones protestantes que en la tradicional Católica. En el barrio La Piedra hay una Capilla denominada Nuestra Señora de los Ángeles de la Porciúncula que fue fundada el 2 de agosto de 1992 por el padre Fray máximo Rodríguez, además de templos pentecostales y adventistas.

## Educación
En el Barrio La Piedra la educación es privada puesto que solo existen colegios. El centro Educativo Público más cercano es la Escuela Luis Arturo Bermúdez (Escuela Mixta), que se encuentra ubicada en el vecino Barrio Miramar

## Deporte
En el período que el señor Feliz Antonio Reyes fue presidente de la junta de vecinos el barrio tenía un esquipó de pelota llamado Los Tiburones del Caribe. En esto momento no hay porque no poseen aéreas verdes.

## Salud
En cuanto a la salud las personas tienen que dirigirse a los centros más cercanos como: la policlínica del Barrio Villa Faro, al Hospital Dr. Antonio Musa y clínicas privadas entre otros ya que el barrio no posee centro de salud público.

## Recursos Naturales

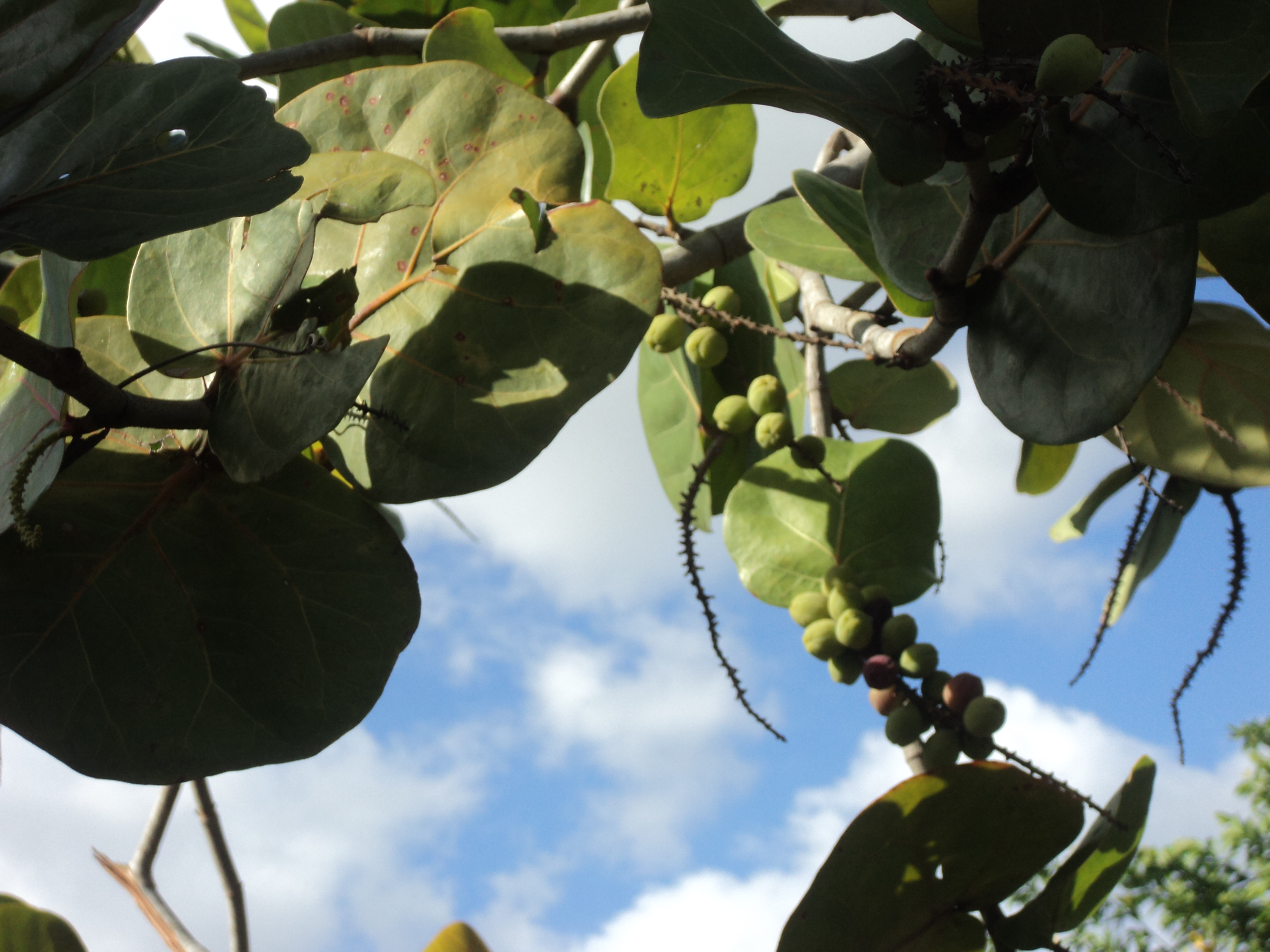
Uva de Playa, característico de La Piedra

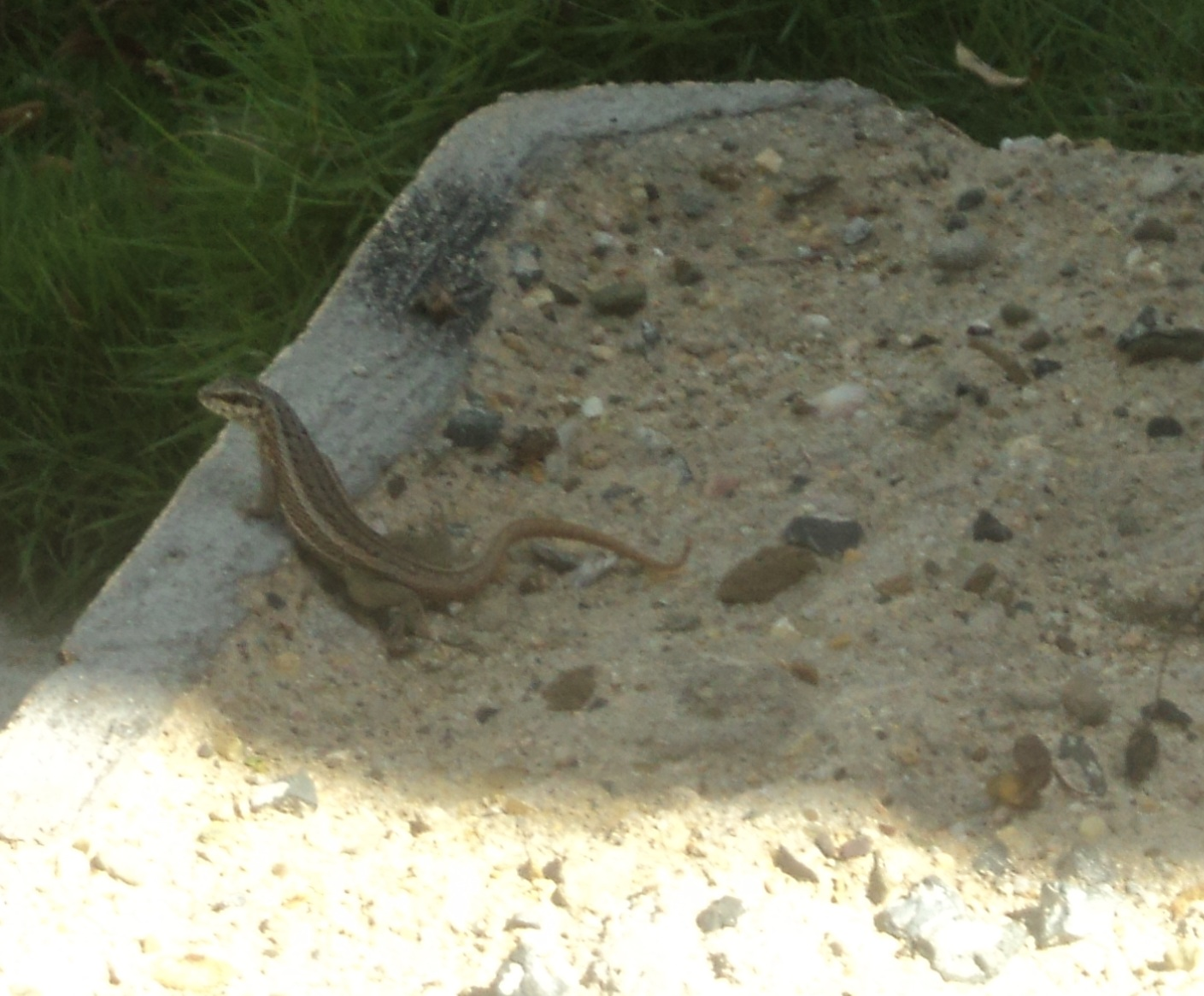
Abundan los Lagartos

La flora de Las Piedras está compuesta por diferentes tipos de árboles, tanto en las calles como en los patios de las casas, en los llamados conucos, alimentos que son usados para uso propio. Entre los árboles podemos mencionar matas de coco, uva de playa, plátano, guineo, yuca, maíz, ajíes, etc. 
La fauna anteriormente esta estaba compuesta por criaderos que tenían las personas del lugar como: cerdo, chivo, oveja, vaca y burro. Al irse eliminando estos criaderos, la fauna ha quedado compuesta solo por cangrejos, ranas, ciguas palmeras, gorriones o cieguitas y rolitas. 
En cuanto a la hidrografía posee una pequeña parte de la llamada Playa de Muerto, ubicada en la entrada del barrio, frente a la rotonda.